# Гропп, Уильям
Уильям Гроупп (англ. William D. «Bill» Gropp) — профессор информатики в Иллинойсском университете в Урбана-Шампейн. Гроупп участвовал в создании интерфейса Message Passing Interface, также известного как MPI, а также Portable Extensible Toolkit for Scientific Computation, известного как PETSc. Он также работает заместителем директора исследовательского института по продвинутым вычислительным приложениям и технологиям.
В 2008 году Гроуппу была присуждена премия Sidney Fernbach Award за «выдающийся вклад в разработку алгоритмов декомпозиции доменов, масштабируемых инструментов для распараллеливаемого числового решения дифференциальных уравнений в частных производных, а также распространенного интерфейса для HPC».
В 2009 году Гроупп получил награду R&D100 за вклад в разработку PETSc. В феврале 2010 года был избран в Национальную инженерную академию с формулировкой «за вклад в ПО в области линейной алгебры и высокопроизводительных параллельных и распределенных вычислений». В марте 2010 года он был удостоен медали IEEE TCSC за достижения в области масштабируемых вычислений.